# Operación Moolah
La Operación Moolah fue un esfuerzo de la Fuerza Aérea de los Estados Unidos (USAF) durante la Guerra de Corea para obtener mediante la deserción un caza a reacción MiG-15 soviético totalmente operativo. Las fuerzas comunistas introdujeron el MiG-15 en Corea el 1 de noviembre de 1950. Los pilotos de la USAF informaron que el rendimiento del MiG-15 era superior al de todos los aviones de las Naciones Unidas (ONU), incluido el avión más nuevo de la USAF, el F-86 Sabre. La operación se centró en influir en los pilotos comunistas para que desertaran a Corea del Sur con un MiG a cambio de una recompensa económica. El éxito de la operación es discutible ya que ningún piloto comunista desertó antes de que se firmara el armisticio el 27 de julio de 1953. Sin embargo, el 21 de septiembre de 1953, el piloto norcoreano Teniente No Kum-sok voló su MiG-15 a la Base Aérea de Kimpo, Corea del Sur, sin saber de la Operación Moolah.

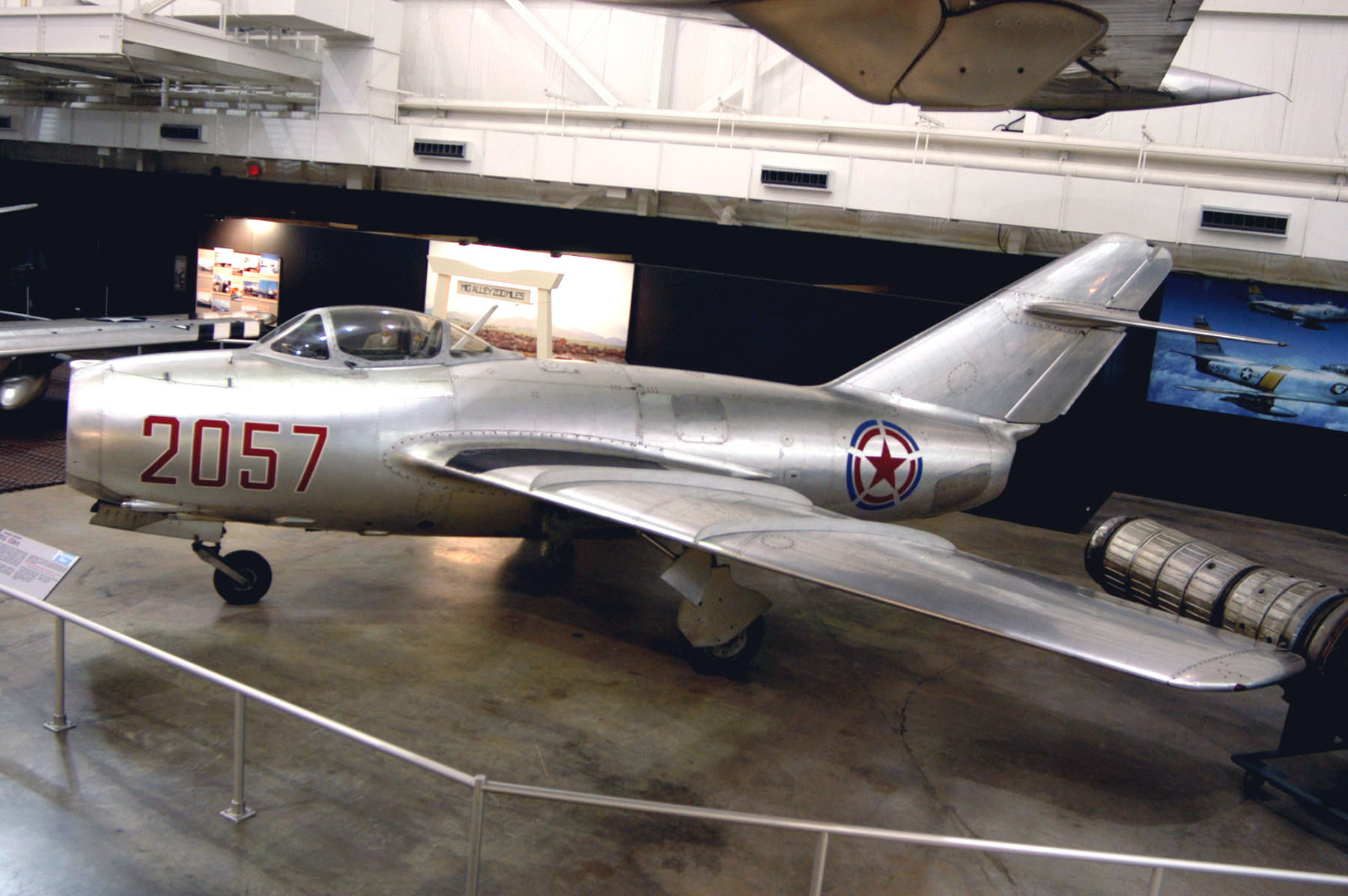
MiG-15 en la Galería de la Guerra de Corea en el Museo Nacional de la Fuerza Aérea de los Estados Unidos.

## Antecedentes

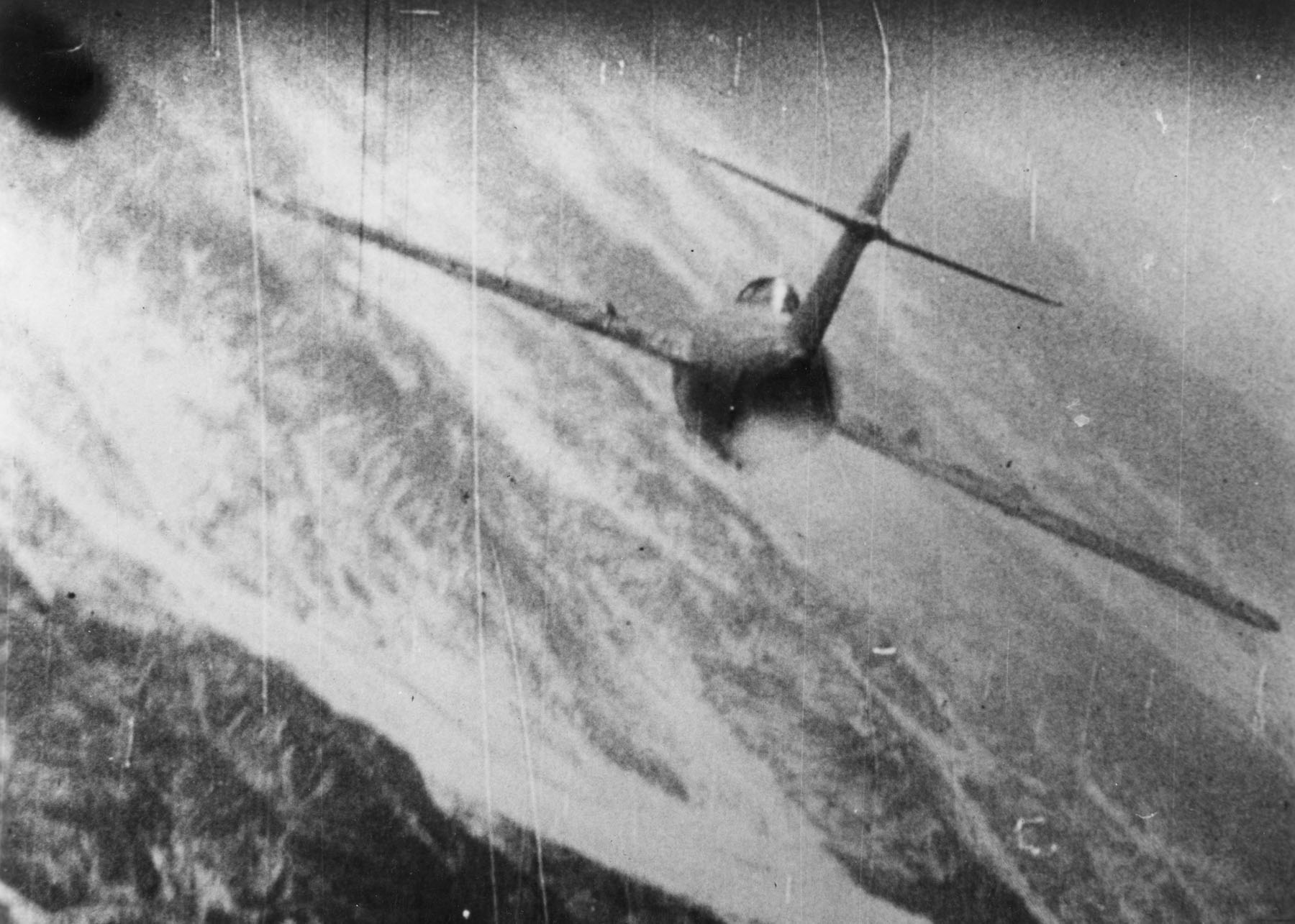
Foto de la cámara del caññon de un MiG-15 siendo atacado por un caza de la USAF.

Inicialmente se pensó que la aparición del caza soviético MiG-15 sobre la península de Corea en noviembre de 1950 había colocado a los aviones de las Naciones Unidas, especialmente al USAF F-86, en desventaja. En un enfrentamiento con un caza F-86, el MiG-15 superó al F-86 Sabre con una aceleración inicial más alta y podía superarlo en una inmersión, a pesar de que el Sabre tenía una velocidad terminal más alta. El MiG también era más maniobrable por encima de los 10000 m, aunque el F-86 era más maniobrable por debajo de esa altitud. El MiG-15 estaba armado con un cañón pesado de 37 mm que podía derribar bombarderos de la USAF. Los planificadores militares de Estados Unidos en el Comando Aéreo Estratégico (SAC) conocían el cañón, pero sabían poco más sobre los aspectos técnicos de la aeronave, incluido el rendimiento de vuelo. Al final de la guerra, las fuerzas aéreas de la ONU habían ganado dominio sobre los MiG debido a tácticas, técnicas y procedimientos (TTP) superiores, pilotos mejor entrenados, Sabres mejorados y, especialmente, debido a la retirada de los pilotos soviéticos del conflicto.
La aparición del MiG-15 sobre Corea del Norte llevó a especulaciones sobre la participación de la Unión Soviética en la Guerra de Corea. Los pilotos de la USAF informaron haber escuchado hablar ruso a través de los canales de radiocomunicaciones utilizados por los MiG-15. Antes del avistamiento de los MiG-15 en noviembre de 1950 por parte de los pilotos de la USAF, los regimientos soviéticos de MiG-15 estaban estacionados en el Distrito de Defensa Aérea de Moscú para proteger la capital contra un posible bombardeo de la OTAN.
Algunos prisioneros de guerra de la ONU informaron que hablaron con pilotos soviéticos mientras estaban cautivos en Corea del Norte. Según el general Mark Wayne Clark, el comandante general del Comando de la ONU tenía suficiente inteligencia para afirmar que los soviéticos prestaban de manera encubierta a sus pilotos en apoyo de las fuerzas norcoreanas. Según el teniente No Kum-Sok, en febrero de 1951, una media docena de pilotos de la fuerza aérea rusa visitaron a pilotos norcoreanos en su base aérea del noreste de China en Jilin. Estos oficiales vestidos de civil estaban allí para investigar la capacidad de los pilotos norcoreanos y determinar si eran lo suficientemente capaces para volar el nuevo MiG-15. En marzo, la 324.a División Aérea de Combate soviética, dirigida por el coronel Iván Kozhedub, se desplegó en Jilin y comenzó a entrenar a la primera clase de pilotos de la fuerza aérea de Corea del Norte en el MiG-15. Un mes después, estos mismos pilotos rusos entraron en combate en nombre de Corea del Norte, aunque a nivel internacional nunca se anunció su participación. Los soviéticos habían hecho todo lo posible para ocultar su participación en la guerra, incluida la pintura de insignias chinas y norcoreanas en sus aviones. Al final de la guerra, los rusos habían proporcionado la mitad de los aviones y 5000 pilotos en apoyo del esfuerzo comunista contra la ONU.

## Orígenes

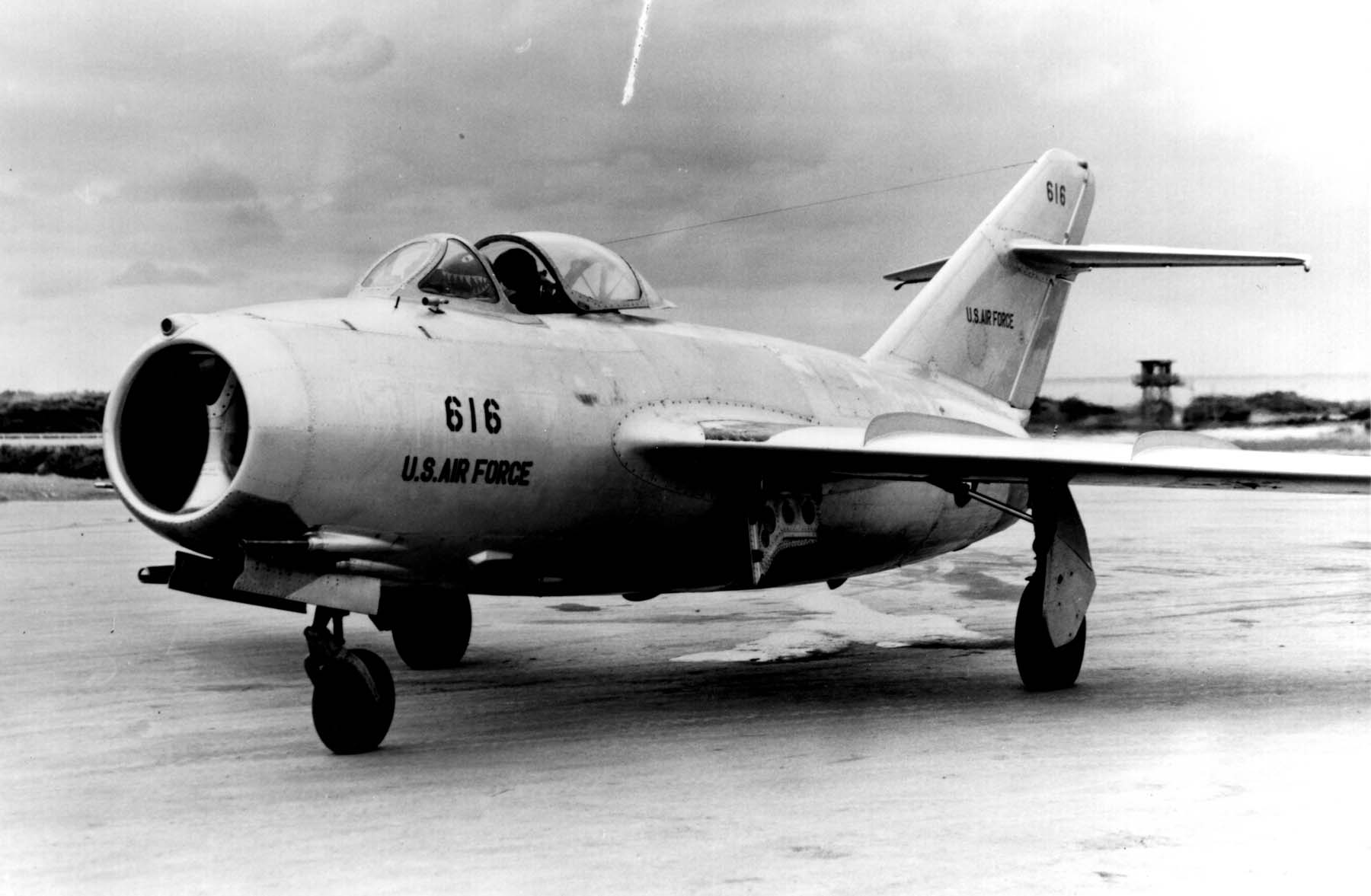
MiG-15 entregado por No Kum-sok, un piloto norcoreano desertor a la Fuerza Aérea de los Estados Unidos.

Existe especulación sobre el origen de la Operación Moolah. Según el entonces capitán Alan Abner, la idea de la operación se originó en su oficina en la Rama de Guerra Psicológica del Ejército, en Washington D. C.. Según los informes de inteligencia que recibieron, la insatisfacción dentro de la Fuerza Aérea Soviética, incluso hasta el punto de algunas deserciones de pilotos descontentos, llevaron a la creencia de que las posibles deserciones futuras de algunos pilotos eran prometedoras. Su plan establecía una oferta de 100,000 dólares (con un valor de casi  941,000 dólares en 2019) por un MiG-15 soviético y asilo político para el piloto. El plan estaba marcado como Alto Secreto y solicitaba que la oferta se pasara por rumor a través de las filas de las fuerzas comunistas para garantizar que la oferta no fuera atribuible a los Estados Unidos. El plan fue entregado a El Pentágono un lunes, y para ese sábado, los detalles del plan se publicaron en The Washington Post con el título "El general Mark Clark ofrece una recompensa de $100000 por un jet ruso". Abner se sintió decepcionado porque el artículo no mencionaba que su organización concibió el plan.

Una segunda versión de esta historia proviene del general Mark W. Clark. Según él, el origen de la Operación Moolah fue de un corresponsal de guerra estrechamente asociado con el general, pero no fue identificado en el libro de Clark, From the Danube to the Yalu. El corresponsal de guerra desarrolló la idea de la metáforica "bala de plata" y su efecto en los chinos a principios de 1952. Luego desarrolló y escribió una entrevista ficticia entre un "anónimo" y un general de la Fuerza Aérea inexistente sugiriendo la recompensa MiG. La Fuerza Aérea del Lejano Oriente (FEAF) con sede en Tokio recibió la entrevista ficticia y pensó que valía la pena investigar la idea y la pasó al Departamento de la Fuerza Aérea en Washington D. C.. La idea circuló por el Pentágono y el Departamento de Estado, hasta que fue transmitida a Clark desde el Departamento del Ejército a través de un mensaje que recibió en noviembre de 1952.
Según Herbert Friedman , el corresponsal de guerra no identificado era Edward Hymoff, Jefe de la Oficina del Servicio Internacional de Noticias y ex veterano de OSS de la Segunda Guerra Mundial, a quien entrevistó. Otra fuente atribuye la idea al comandante Donald Nichols, comandante del Escuadrón del Servicio de Inteligencia Aérea 6004.

## Ejecución

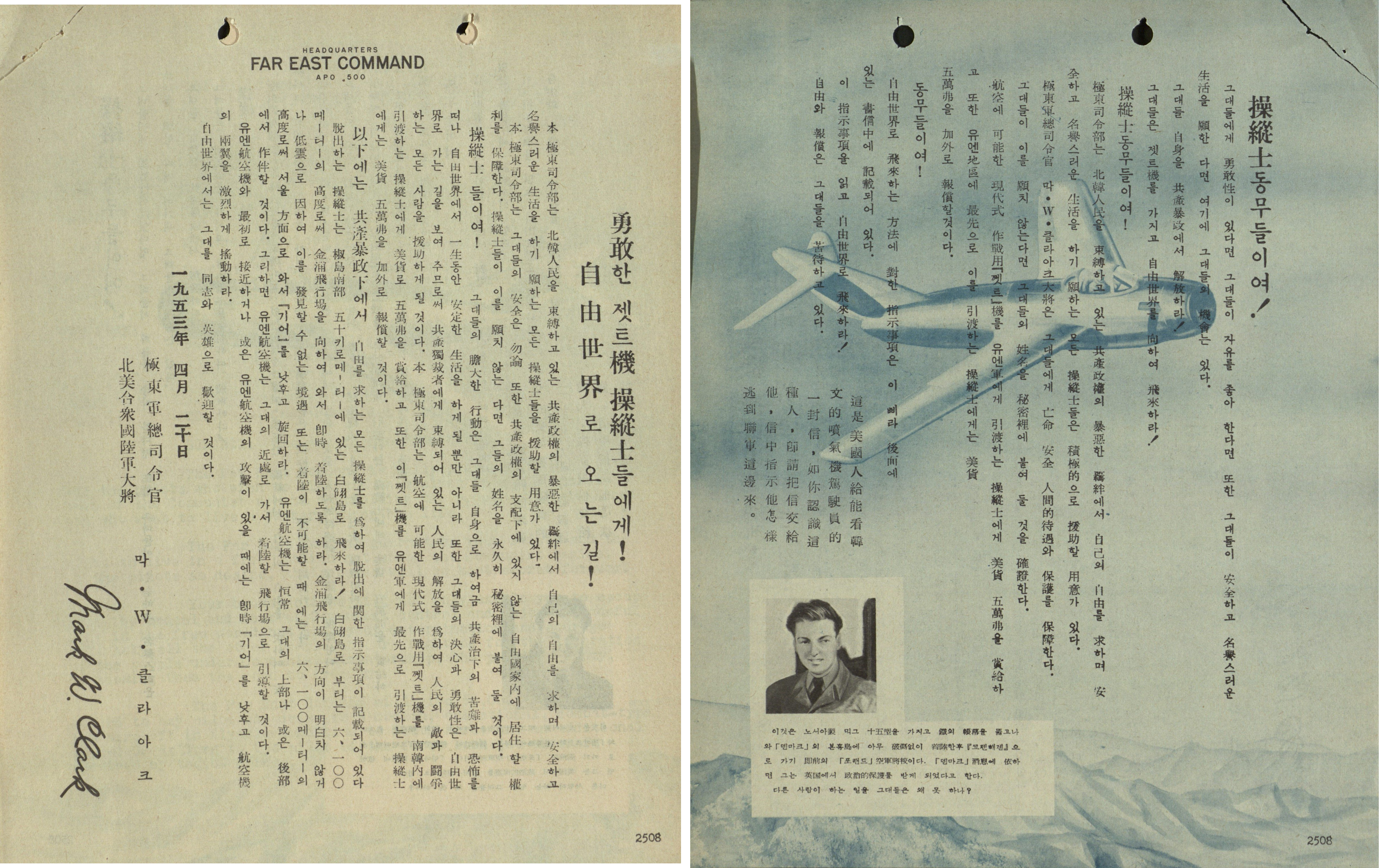
Folleto de propaganda de la Operación Moolah que promete una recompensa de 100000 dólares al primer piloto norcoreano en entregar un MiG-15 soviético a las fuerzas de la ONU.

El 20 de marzo de 1953, el Estado Mayor Conjunto aprobó el plan. La operación aprobada se remitió el 1 de abril de 1953 al Comité Conjunto de Psicología de la FEAF en Tokio, Japón, donde se dotó de personal, se aprobó y se adelantó a Clark. Él apodó el plan Operación Moolah. El plan ofrecía 50.000 dólares a cualquier piloto que volara un MiG-15 totalmente apto para misiones a Corea del Sur. El primer piloto en desertar recibiría $50000 dólares adicionales. El plan también incluía asilo político completo, reasentamiento en un país no comunista y el anonimato si se deseaba.

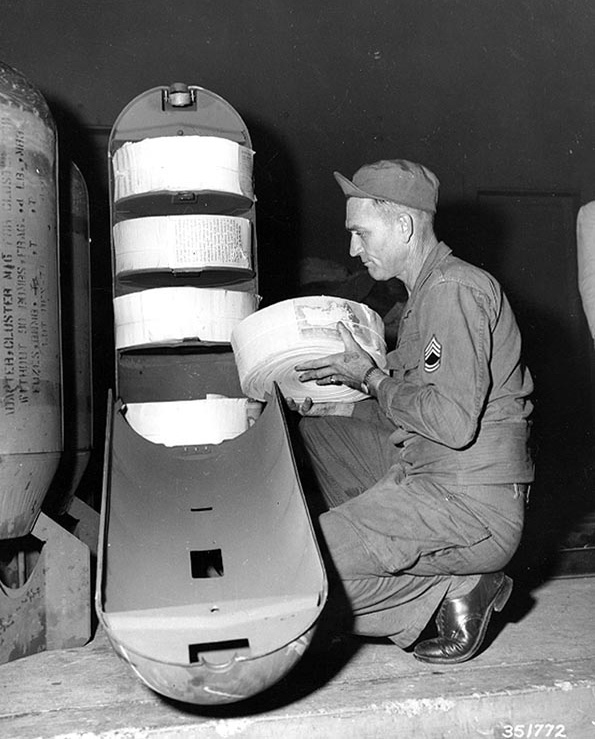
SFC Furl A. Krebs carga un adaptador de clúster M16A1 en la planta de impresión FEC (Far Eastern Command), Yokohama, Japón. El adaptador tipo bomba contendrá 22500 folletos de guerra psicológica de 5 "x 8".

Si ocurriera tal deserción, el valor de la propaganda sería significativo para las fuerzas de la ONU. La deserción del piloto se articularía a la audiencia global de que el piloto huyó de los peligros del comunismo y un régimen totalitario por la libertad en Corea del Sur. La operación también crearía inquietud y desconfianza en Corea del Norte y China en sus pilotos. Una deserción soviética proporcionaría inteligencia vital y demostraría que la Unión Soviética fue un participante activo en la guerra. Las fuerzas de la ONU también tendrían la oportunidad de probar las capacidades de los MiG-15 y establecer procedimientos contra las ventajas técnicas del MiG-15 sobre el F-86 Sabre.
El 26 de abril comenzaron las negociaciones de armisticio entre las fuerzas comunistas y la ONU. Clark emitió la oferta de Operación Moolah el 27 para coincidir con la Operación Little Switch. La Operación Little Switch fue el intercambio de prisioneros de guerra enfermos y heridos entre las fuerzas comunistas y de la ONU. El momento fue intencional, porque el presidente de Estados Unidos y Corea del Sur, Syngman Rhee, no pudieron ponerse de acuerdo sobre las condiciones del armisticio. La intención de la Operación Moolah era disuadir a las fuerzas comunistas capturadas de regresar a Corea del Norte o China. El efecto fue demostrar que los prisioneros de guerra comunistas eran tratados mejor bajo el cuidado de las fuerzas de la ONU y no deseaban regresar a su patria.
El general Clark anunció la oferta el 27 de abril de 1953 a través de una transmisión de radio de onda corta. La transmisión, traducida al coreano, mandarín, cantonés y ruso, fue transmitida por 14 estaciones de radio en Japón y Corea del Sur a Corea del Norte y China. Clark declaró: "A todos los valientes pilotos que deseen liberarse del yugo comunista y comenzar una nueva y mejor vida con el honor adecuado... se les garantiza refugio, protección, cuidado humano y atención. Si los pilotos así lo desean, sus nombres se mantendrá en secreto para siempre..."

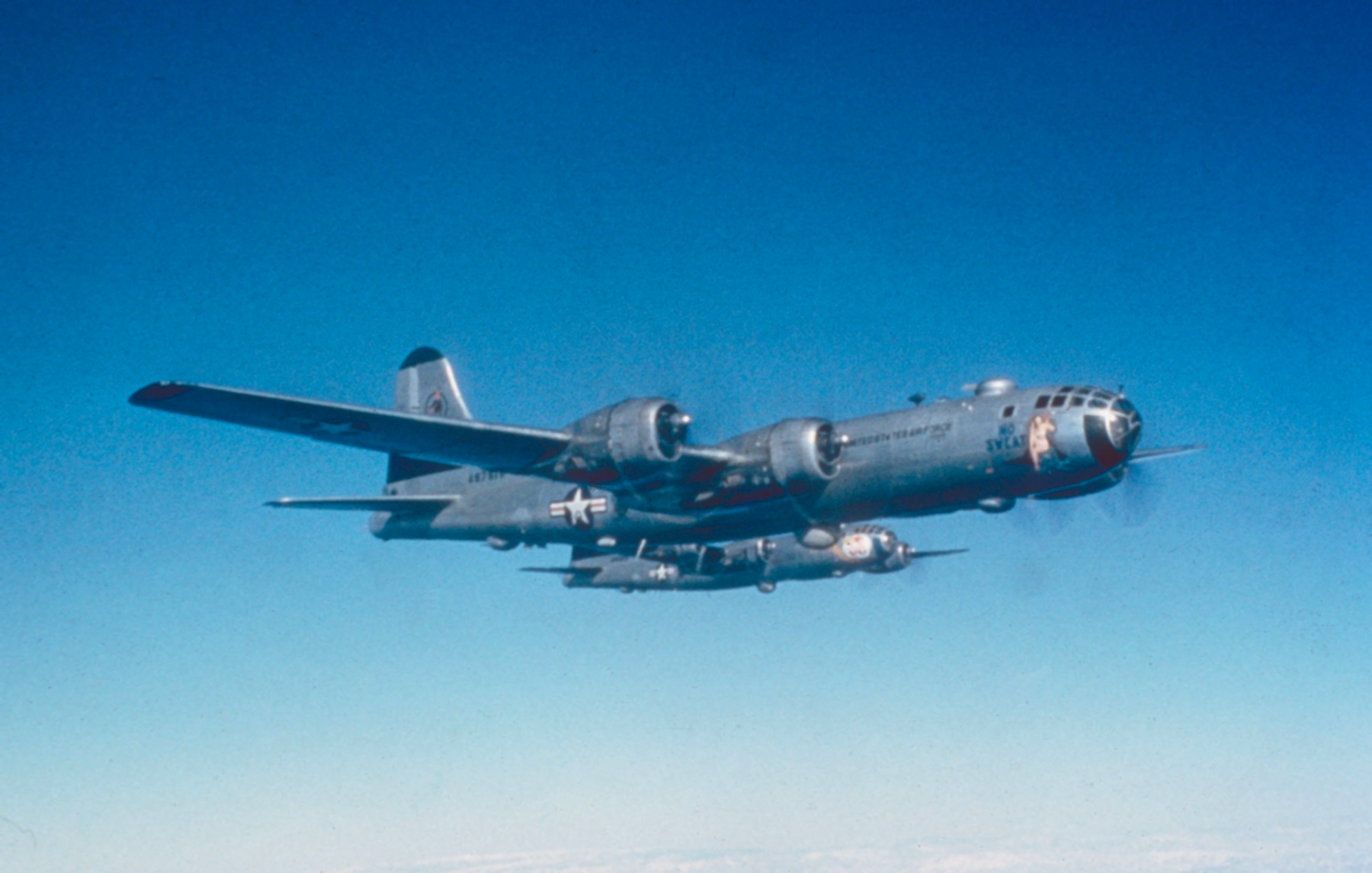
B-29 Superfortress en vuelo sobre Corea

En la noche del 26 de abril de 1953, dos bombarderos B-29 Superfortress lanzaron 1,2 millones de folletos sobre las bases comunistas en la cuenca del río Yalu. Estos folletos estaban escritos en ruso, chino y coreano. Según el general Clark, inmediatamente después de la entrega de los folletos el 26 de abril, la aeronave de la ONU no hizo contacto visual con ninguna aeronave MiG durante los siguientes ocho días. Aunque el clima puede haber sido un factor, opina que los folletos tuvieron un efecto directo y cree que los altos líderes militares comunistas comenzaron a buscar pilotos políticamente poco confiables. Por cierto, inmediatamente después del lanzamiento del folleto en abril, un transmisor de interferencia de radio cuya ubicación no pudo ser identificada comenzó a bloquear todas las transmisiones en ruso de la ONU de la oferta MIG-15 del general Clark, pero las transmisiones en chino y coreano no se vieron obstaculizadas.
La noche del 10 de mayo, los bombarderos estadounidenses B-29 regresaron para lanzar 40000 folletos adicionales de Operación Moolah sobre los aeródromos de Sinuiju y Uiju. La ONU transmitió el mismo mensaje entregado por el general Clark en abril traducido al ruso, chino y coreano. Esto se replicaría la noche del 18 de mayo, con 90000 folletos adicionales.
Se rumoreaba que los vuelos de MiG-15 habían disminuido drásticamente o cesaron después de los lanzamientos de folletos de abril y las transmisiones de radio de la oferta. Sin embargo, se ha informado que las salidas de MiG-15 se suspendieron durante ocho días, aunque el 30 de abril se avistó una gran formación de aproximadamente 166 MiG-15. Treinta MiG-15 fueron avistados el 1 de mayo, cuarenta y cuatro el 2 de mayo, y del 3 al 7 de mayo, casi con seguridad no se avistó un solo MiG-15 debido a las malas condiciones climáticas. Un cambio notable fue el patrón de pintura del avión comunista. Antes del 27 de abril, todos los MiG-15 estaban pintados con el mismo patrón que la fuerza aérea soviética, con la estrella roja, pero después del 27, todos los aviones comunistas tenían marcas chinas y norcoreanas. El 27 de mayo, el dictador norcoreano Kim Il-sung pronunció un discurso radial ante los "héroes" de la Fuerza Aérea de Corea del Norte en el sentido de que su país asumiría un papel más importante en la defensa del espacio aéreo norcoreano. Kim también exhortó a sus compatriotas a garantizar que se fortalezca la disciplina y el equipo militares para asegurar la victoria contra las fuerzas de la ONU.
Según el teniente No Kum-sok, el piloto norcoreano que desertó después de que terminó la Guerra de Corea, su vicecomandante de batallón, el Capitán Kim Jung-Sup fue convocado a Sinuiju, el cuartel general de la Fuerza Aérea de Corea del Norte a principios de mayo de 1953 durante una semana. No desconocía el motivo de su viaje, pero por todo el comando circularon rumores de que el teniente No estaba siendo investigado,  cuestionaba su lealtad a la República Popular Democrática de Corea. No siguió volando y asumió que su vicecomandante de batallón había defendido su lealtad al régimen comunista. Casualmente, con la muerte del primer ministro soviético Iósif Stalin el 5 de marzo de 1953 y la pérdida significativa de aviones rusos, la Unión Soviética dejó en tierra y retiró a sus pilotos del teatro coreano. La Unión Soviética había hecho todo lo posible para disfrazar su participación en la Guerra de Corea. A los pilotos rusos se les enseñó mandarín para engañar a los pilotos de la ONU. Los pilotos de la USAF notaron después del 27 que no habían escuchado ninguna charla rusa en los intercomunicadores de los MiG-15 de los pilotos "Honchos" de la Unión Soviética.
Entre el 8 y el 31 de mayo, 56 MiG-15 fueron destruidos con solo una pérdida de un F-86 en el mismo período. Los pilotos de la USAF notaron que los pilotos comunistas que observaron aviones de la USAF volando cerca de su espacio aéreo antes de cualquier enfrentamiento, abandonaron sus aviones para asegurar su supervivencia personal.
El general Clark recibió informes de la mala calidad de los pilotos comunistas después de la entrega de folletos de la Operación Moolah, su peor pilotaje de la guerra. Los pilotos comunistas realizaron menos incursiones en los 90 días posteriores a la Operación Moolah que en los 90 días previos al lanzamiento del primer folleto. Los pilotos de la ONU derribaron 155 MiG-15 a tres aviones F-86 en ese período.
El Acuerdo de Armisticio de Corea se firmó el 27 de julio de 1953, cesando todas las operaciones de combate. Ningún piloto había desertado a Corea del Sur. La efectividad de la Operación Moolah fue difícil de evaluar. Aunque las fuerzas de la ONU no recuperaron ni un solo avión MiG-15, la Operación Moolah tuvo efectos residuales en las fuerzas comunistas. Existe alguna evidencia para creer que la Unión Soviética temía una deserción de sus pilotos más que los regímenes chino o norcoreano. Los informes de inteligencia de Estados Unidos indicaron que al público del Lejano Oriente soviético se le mostraron películas que mostraban el fracaso de los agentes de inteligencia de Estados Unidos sobornando a la tripulación y los pasajeros de un avión checo para que desertaran hacia el oeste. Es de suponer que los rusos bien pudieron haber creído que la oferta de recompensa de la ONU atraería a los aviadores de sus países satélites en el Bloque de Varsovia.
Los folletos utilizados en la Operación Moolah llevaban la foto del teniente Franciszek Jarecki, que había volado su Lim2 (versión con licencia del MiG 15bis) desde Polonia al asilo político en Dinamarca en marzo de 1953.

## Secuelas

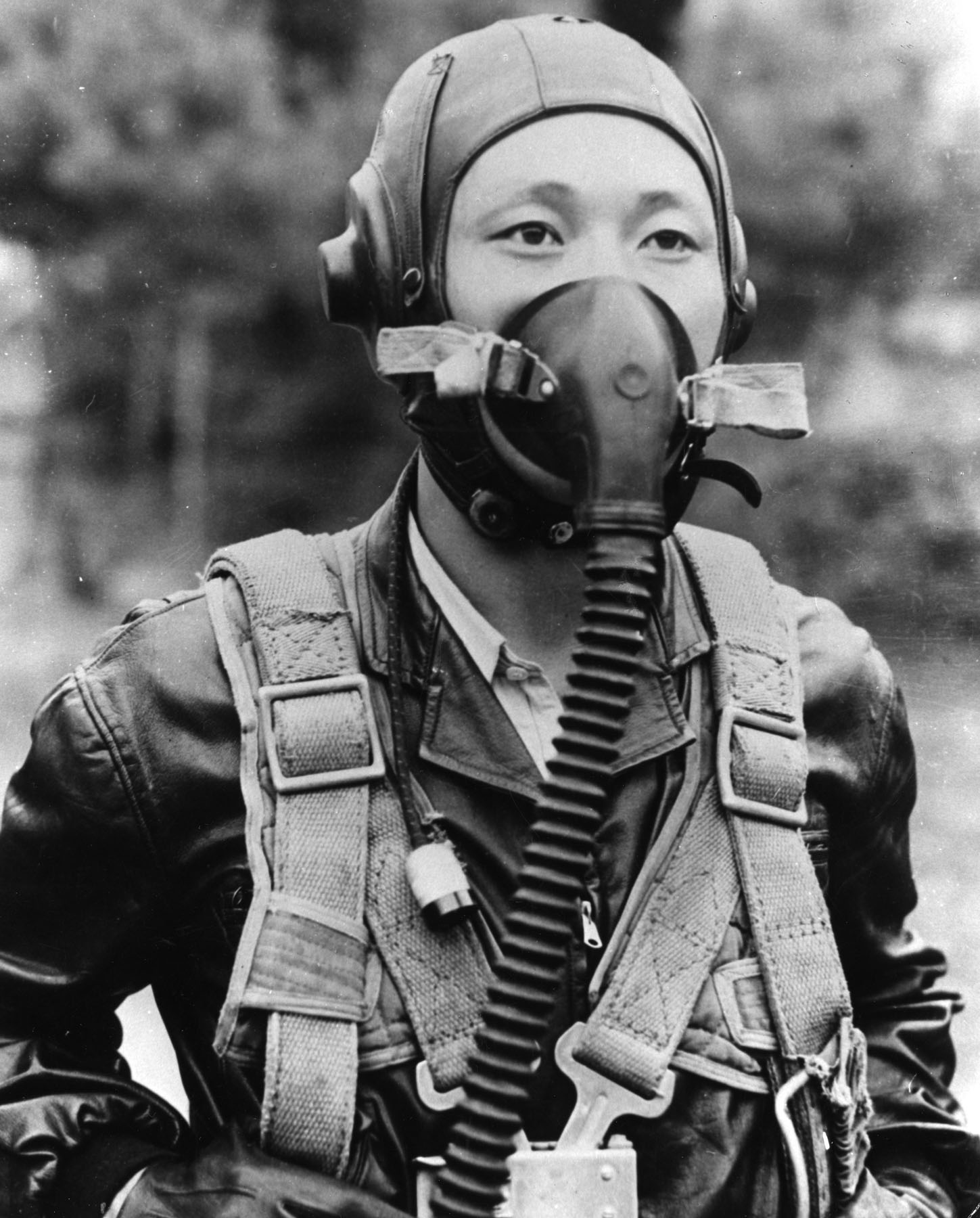
El piloto de MiG-15, el teniente No Kum-sok, fotografiado en 1953 con la ropa de vuelo típica de Corea del Norte.

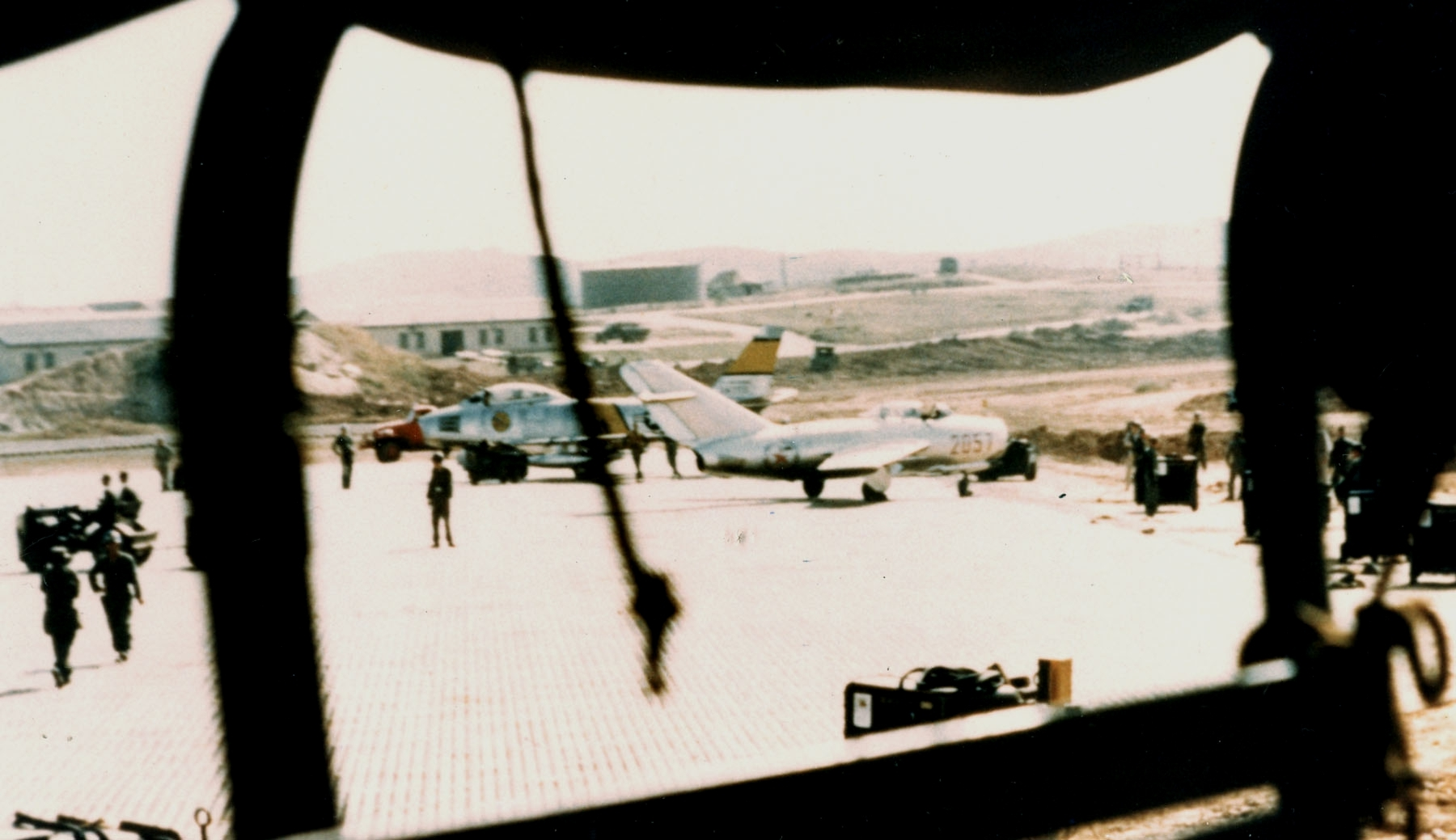
El MiG-15 de Kum-sok, minutos después de aterrizar en Kimpo.

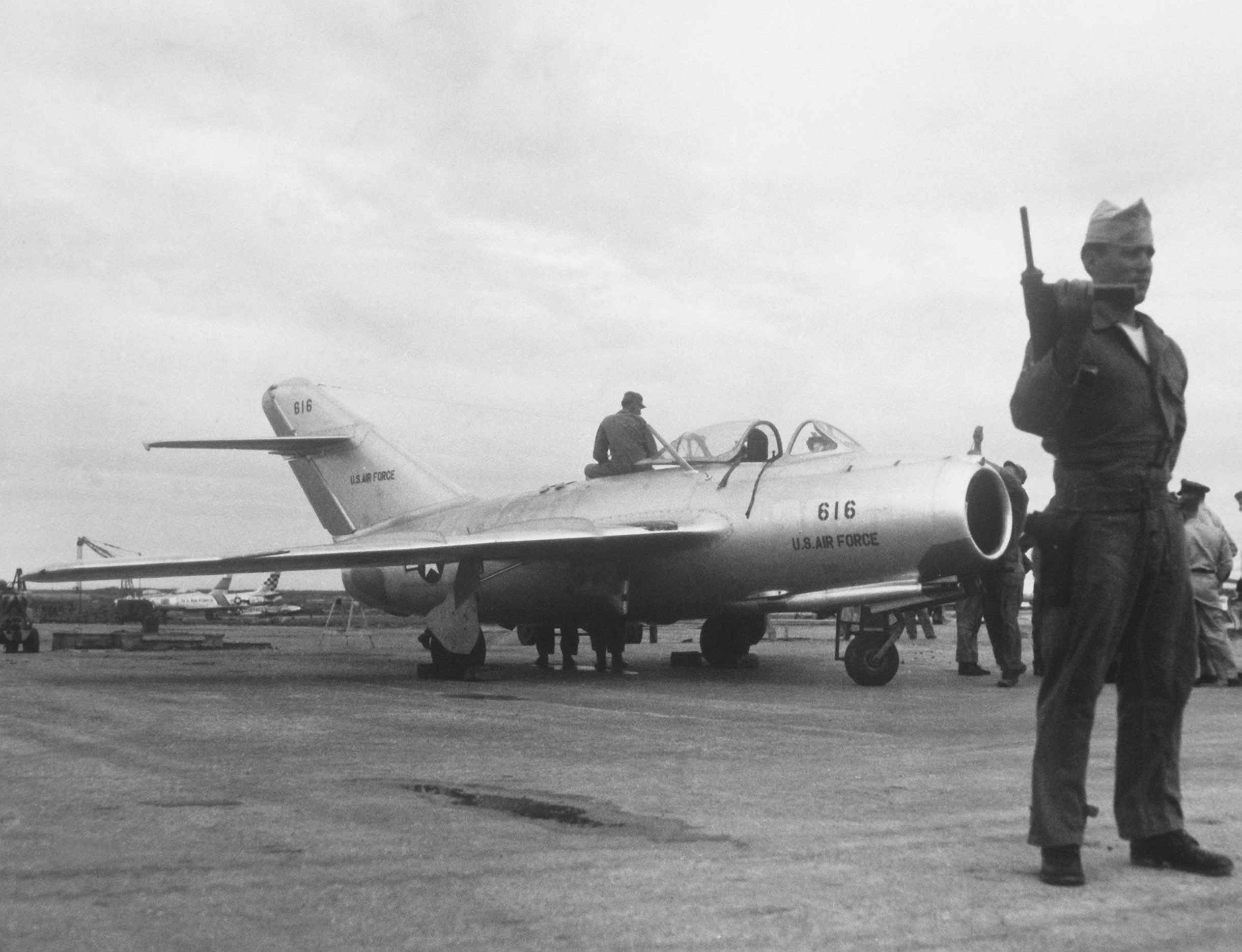
Repintado con las marcas e insignias de la USAF, el MiG-15b está bajo vigilancia y esperando pruebas de vuelo en Okinawa.

Temprano en la mañana del 21 de septiembre de 1953, el teniente No Kum-sok voló un MiG-15bis, bort número 'Red 2057', del 2° Regimiento, Fuerza Aérea Popular de Corea, desde la Base Aérea de Sunan, en las afueras de Pionyang, Corea del Norte y aterrizó antes de las 10:00 a. m. en la Base Aérea de Kimpo en Corea del Sur. De inmediato lo llevaron al cuartel general de la base para ser interrogado y examinado físicamente. Poco después, lo llevaron en helicóptero a una base militar estadounidense aislada en Oryu-dong, en las afueras de Seúl, donde se encontraba la Oficina de Inteligencia de la Quinta Fuerza Aérea. Su avión fue desmontado y cargado en un C-124 Globemaster y enviado al día siguiente a la Base Aérea de Kadena en Okinawa. A la mañana siguiente, los periódicos surcoreanos mencionaron al piloto norcoreano que desertó y su premio de $100000 dólares. No, sin embargo, desconocía la Operación Moolah y sus recompensas. Posteriormente, la Agencia Central de Inteligencia (CIA) aconsejó a No que rechazara el dinero de la recompensa a cambio de una educación pagada en una universidad estadounidense de su elección. El presidente Dwight D. Eisenhower no apoyó la Operación Moolah. Pensó que no era ético ofrecer dinero a un desertor y estaba preocupado por la reacción de Corea del Norte a la deserción debido al incómodo acuerdo de armisticio.
Uno de sus manejadores de la CIA fue Larry Chin, quien fue arrestado por la Oficina Federal de Investigaciones (FBI) en 1985 por espionaje. A raíz de la deserción de No, cinco de sus compañeros pilotos fueron ejecutados.
Según No, la recompensa no habría motivado a ningún piloto norcoreano a desertar, por varias razones. Primero, la oferta disponible en abril de 1953 se publicitó a través de folletos lanzados en las bases aéreas de Corea del Norte en el río Yalu. Sin embargo, en ese punto de la guerra, todos los MiG-15 rusos, chinos y norcoreanos estaban estacionados en Manchuria, por lo que era poco probable que algún piloto de MiG-15 hubiera visto los folletos. En segundo lugar, incluso si la USAF hubiera lanzado folletos en Manchuria, un piloto norcoreano no habría confiado en la autenticidad de la oferta. Los pilotos norcoreanos tampoco eran conscientes en general del poder adquisitivo del dólar estadounidense. Si la Operación Moolah hubiera garantizado la libertad y un trabajo en los Estados Unidos, se habría visto como una oferta más tentadora.
A pesar de que no fue influenciado directamente por la Operación Moolah, la deserción de No permitió a la USAF conocer el avión y el estado de las fuerzas aéreas del norte. Durante los siguientes meses, No respondió a numerosas preguntas relacionadas con el ejército de Corea del Norte y el apoyo que recibió de la Unión Soviética y China. También proporcionó información valiosa a los pilotos de prueba estadounidenses antes de su evaluación del MiG en la Base Aérea de Kadena. Los pilotos de prueba fueron el mayor Chuck Yeager y el capitán Harold "Tom" Collins, encabezados por el Mayor general Albert Boyd, comandante del Centro de Desarrollo Aéreo de Wright. El mayor Yeager declaró más tarde: "Volar el MiG-15 es la situación más exigente que he enfrentado. Es un avión peculiar que ha matado a muchos de sus pilotos".
La prueba del MiG-15 duró 11 días. Reveló que el avión era un caza razonablemente bueno, pero carecía de la sofisticación tecnológica de los aviones estadounidenses, como el F-86. El mayor Yeager pudo volar el avión a 0.98 Mach antes de que se volviera peligrosamente incontrolable. Si bien el MiG-15 tenía una tasa de ascenso más rápida y operaba en un techo de mayor altitud que el F-86, sufría problemas de oscilación, mala presurización, cabeceo inesperado a altas velocidades, giros irrecuperables, paradas repentinas y un bomba de combustible de emergencia particularmente peligrosa que podría hacer explotar la aeronave si se activa incorrectamente. A pesar de tales deficiencias, Yeager y Collins determinaron que el MiG-15 y el F-86 eran igualmente capaces. La experiencia y el entrenamiento de los pilotos demostraron ser el factor más importante durante los enfrentamientos en el aire. El mayor Yeager dijo: "¡El piloto con más experiencia te azotará el trasero sin importar lo que estés volando!"
Después de la prueba del MiG-15bis, se volvió a desmontar y cada pieza fue examinada y evaluada por ingenieros. Los estadounidenses se ofrecieron a devolver el avión a Corea del Norte, pero no hubo respuesta. El MiG-15 fue embalado y enviado a la Base de la Fuerza Aérea Wright-Patterson, en Dayton, Ohio, en febrero de 1954. De marzo a octubre de 1954, el MiG-15bis fue probado en Eglin AFB, Florida. Fue volado ampliamente en comparaciones con el B-36, B-47, F-84 y F-86 antes de regresar a Wright-Patterson AFB, Ohio, en octubre. La evaluación adicional de la aeronave continuó hasta que resultó dañada en un aterrizaje forzoso en 1956. La aeronave fue donada al Museo Nacional de la Fuerza Aérea de Estados Unidos para su restauración y exhibición, donde permanece.

## Ejemplo para futuras operaciones psicológicas

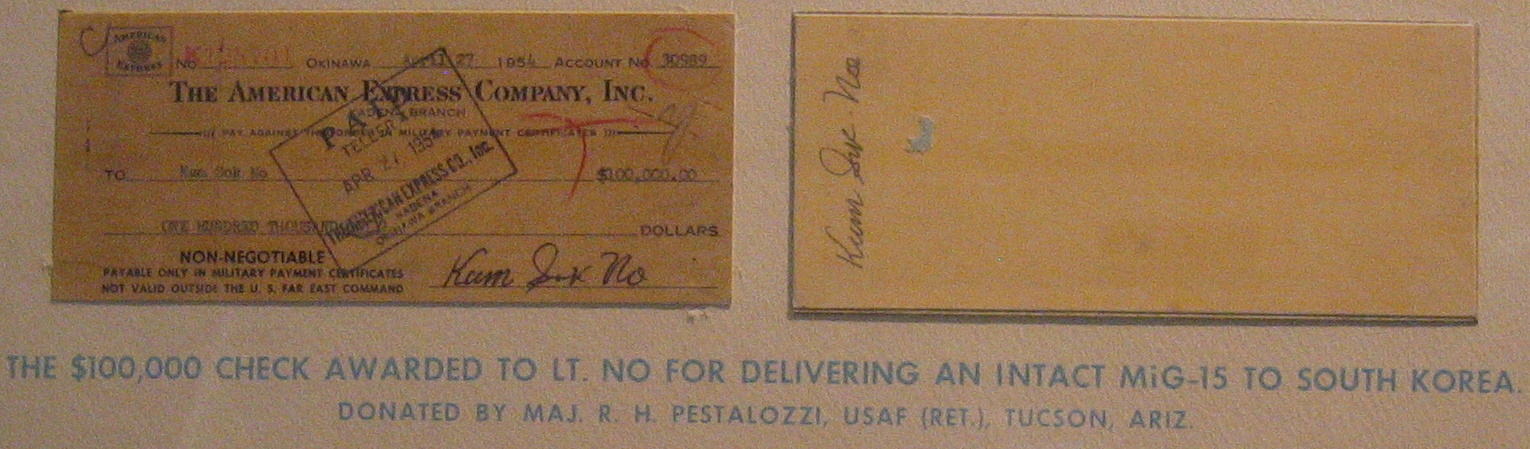
El cheque de $100000 otorgado a No Kum-Sok como recompensa por llevar el MiG-15 a Corea del Sur.

La Operación Moolah se ha replicado varias veces desde 1953. El Kuomintang, nacionalistas chinos, arrojaron folletos sobre la China continental, ofreciendo entre 1000 y 4000 onzas de oro a los pilotos chinos comunistas que desertaron a Taiwán. Cuanto más moderno sea el avión, más onzas de oro recibiría el piloto desertor. En 1966, el Estado Mayor Conjunto aprobó la Operación Fast Buck, una réplica exacta de la Operación Moolah, para asegurar un MiG-21 y el helicóptero "Hook" Mil Mi-6 soviético. Otros objetivos de esta operación también fueron adquirir inteligencia, obligar al gobierno de Vietnam del Norte a evaluar la lealtad de sus pilotos y reducir las salidas de MiG. La Operación Diamond, una operación encubierta del Mosad, era similar a la Operación Fast Buck; un piloto iraquí de MiG-21 desertó con éxito y el MiG capturado fue evaluado por la Fuerza Aérea de Israel, la USAF y la Marina de los Estados Unidos.

## Representación en la ficción
En el Episodio 243 de la Temporada 11 de M*A*S*H, un piloto norcoreano levemente herido termina en el 4077 M*A*S*H. Aterrizó debido a problemas con el motor, sin intención de desertar, pero un agente de relaciones públicas del ejército le ofrece un trato muy parecido a la Operación Moolah, incluso citando al general Mark Clark por su nombre.
En la película de 1983 Under Fire, los personajes de ficción interpretados por Nick Nolte y Ed Harris discuten un folleto que se lanza en África que ofrece un nuevo hogar y una piscina a cualquier piloto de la oposición que deserta. El personaje de Nolte dice que es una oferta falsa, pero Harris responde que su efecto es dejar en tierra a la fuerza aérea de la oposición: los superiores de la fuerza aérea no permitirán que los aviones vuelen por temor a que los pilotos deserten.